# Ba-a-a Express
Ba-a-a Express ist eine Stahlachterbahn vom Modell Kiddie Coaster der Hersteller ART Engineering und Mack Rides im Europa-Park (Rust, Baden-Württemberg, Deutschland), die am 13. Juli 2016 eröffnet wurde. Der Ba-a-a Express im irischen Themenbereich thematisiert eine Zugfahrt über eine irische Schafweide, daher auch das „Ba-a-a“ im Namen, was übersetzt das „mäh“ der Schafe bedeutet. Er kann ab 3 Jahren und einer Körpergröße von 0,95 m in Begleitung der Eltern gefahren werden.
2020 wurde mit DUPLO Dino Coaster im Legoland Windsor eine baugleiche Anlage errichtet.

## Fahrt
Zu Beginn fährt der Zug in einer 180°-Kurve den 3 m hohen Reibradlifthill hinauf. Danach geht es mit 22 km/h bergab, bis der Zug in einer 180°-Kurve wieder in den Bahnhof einfährt. Da die ovalförmige Strecke nur 67 m lang ist, fährt die Achterbahn mehrere Runden. Bei der ersten Runde werden die Fahrgäste während der Fahrt fotografiert. Die Fotos können nach der Fahrt an einem Automaten erworben werden.

## Zug
Der Ba-a-a Express besitzt einen Zug mit fünf Wagen. In jedem Wagen können zwei Personen Platz nehmen. Somit passen zehn Personen in einen Zug.